# NGC 2064
NGC 2064 là một tinh vân phản chiếu trong chòm sao Lạp Hộ. Nó được phát hiện vào ngày 11 tháng 1 năm 1864 bởi Heinrich d'Arrest.  Nó là một phần của một nhóm tinh vân, cũng bao gồm Messier 78, NGC 2071 và NGC 2067.